# Ulrika Lidbo
Ulrika Cecilia Lidbo, född 9 oktober 1973 i Gustav Adolfs församling i Helsingborg, är en svensk barn- och ungdomsboksförfattare och journalist. Hon debuterade 2009 med Decembergatans hungriga andar. Boken tilldelades Slangbellan för bästa debutroman.

## Priser och utmärkelser
- 2009 - Slangbellan